# LGBT práva v Japonsku

Duhová mapa Japonska

Neoficiální duhová vlajka Japonska

Lesby, gayové, bisexuálové a translidé (LGBT) se v Japonsku setkávají s právními komplikacemi, se kterými většinová populace nemá zkušenosti. I přesto ale lze ostrovní stát ve srovnání s většinou asijských zemí označit za relativně sociálně liberální a otevřený ve vztahu k sexuálním menšinám. Stejnopohlavní sexuální styk byl v japonských dějinách trestný pouze krátce v Období Meidži, a to v letech 1872–1880. Po přijetí napoleonského trestního zákoníku byla znovu potvrzená beztrestnost homosexuality se sjednoceným legálním věkem způsobilosti k pohlavnímu styku. Homosexuálním párům a domácnostem jimi tvořeným se nedostává stejné právní ochrany, kterou mají páry heterosexuální. I tak ale od roku 2015 některá japonská města a prefektury přijaly vlastní vyhlášky o takzvaných partnerských certifikátech, které párům stejného pohlaví poskytují alespoň částečnou právní ochranu. Japonsko v současné době zůstává jedinou zemí G7, která nepřiznává homosexuálním párům žádný oficiální status. V březnu 2021 rozhodl místní soud v Sapporu, že znemožňovat homosexuálním párům uzavírat manželství odporuje japonské ústavě. V červnu 2022 nejdříve soud v Ósace rozhodl, že neuznání stejnopohlavního manželství neodporuje ústavě. Pak v listopadu toho roku se tokijský soud usnesl, že současný právní stav, tedy absence zákona umožňujícího párům stejného pohlaví uzavřít sňatek, je sice neústavní, ale zároveň se nejedná o přímý rozpor s ústavou. Z tohoto důvodu nemá soudní rozhodnutí žádné právní účinky.
Japonská kultura a náboženství se samy o sobě v historii k homosexualitě nijak negativně nevymezovaly. Výzkumy veřejného mínění ukazují, že se většina Japonců staví k homosexualitě pozitivně. Dle šetření z roku 2019 68 % respondentů uvedlo, že by homosexualita měla být společností akceptována. Proti bylo 22 % zúčastněných. Ačkoliv žádná z hlavních politických stran nemá ve svém programu deklarován postoj k LGBT lidským právům, ať už pozitivní nebo negativní, figuruje v japonské politice mnoho otevřených LGBT lidí. Zákon umožňující úřední změnu pohlaví po předchozím chirurgickém zákroku zahrnujícím mimo jiné i sterilizaci byl přijat v roce 2003. Některá japonská města, včetně Tokia, přijala vlastní vyhlášky o zákazu homofobní a transfobní diskriminace.
Festival Tokyo Rainbow Pride se v japonské metropoli každoročně koná od roku 2012 a počet zúčastněných se neustále zvyšuje. Průzkum veřejného mínění z roku 2015 indikoval, že většina Japonců by podpořila legalizaci stejnopohlavního manželství. Další výzkumy prováděné v následujících letech potvrdily neustále se zvyšující podporu homosexuálních sňatků v japonské společnosti, zejména pak u mladší generace. Nicméně jiný průzkum z roku 2020 provedený na reprezentativním vzorku 10 000 LGBT lidí ukázal, že téměř polovina z nich (38 %) měla zkušenosti s nějakou formou nepříznivého zacházení.

## Historie

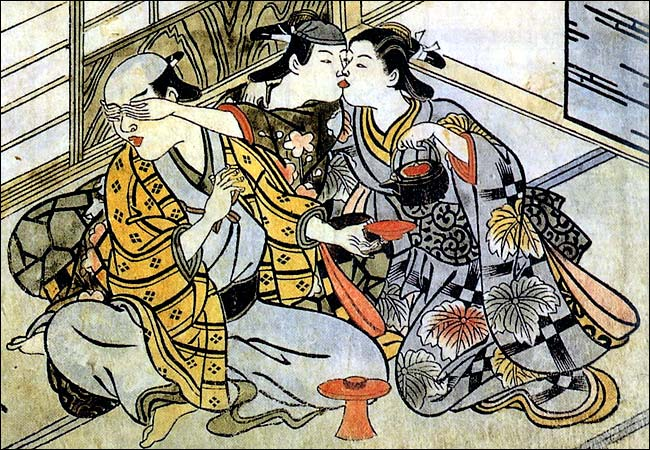
Mladší chlapec wakašú (s šátkem na hlavě) se za zády svého staršího milence líbá s ženskou prostitutkou. Nishikawa Sukenobu, 1671–1750

Případy homosexuality a stejnopohlavní lásky jsou v Japonsku zdokumentovány už od dob starověku.
Před obdobím Meidži (1868–1912) byly nanšoku (男色), tedy intimní vztahy v rámci buddhistických klášterů, založeny na pederastii. Starší partner neboli nendža (念者, „milenec“ nebo „svůdce“) byl buď mnichem, kněžím nebo představeným příslušného kláštera, zatímco jeho mladším partnerem se stával akolyta (侍者), tedy chlapec v prepubertálním nebo adolescentním věku. Tento typ svazku pak mohl být zrušen buď tím, že dotyčný chlapec dosáhl dospělosti, případně opustil klášter. Od obou partnerů se očekávalo, že budou ke svému vzájemnému vztahu přistupovat se vší úctou, a „nendža“ se kolikrát i vyžadovalo, aby se ke svému mladšímu protějšku zavázal i formálním slibem věrnosti.
Během období Edo byli někteří šintoističtí bohové, zejména Hačiman, Mjóšin, Šinmei a Tendžin, považováni dokonce za symbol nanšoku (láska mezi muži).
Mužská homosexualita pak byla kromě náboženských kruhů zaznamenána i v armádě, v řadách samurajů, kde bylo zvykem, že chlapec v mladší věkové kategorii wakašú (v japonské terminologii myšlen dospívající nebo adolescentní chlapec) absolvoval výcvik v bojových uměních u staršího muže. I zde fungovaly vztahy založené na pederastii, kdy starší partner neboli nendža miloval svůj mladší protějšek čigo (稚児). Muž pak mohl mladšího chlapce, pokud s tím souhlasil, pojmout jako svého milence, a to až do dosažení dospělosti. Tyto vztahy byly stejně jako v klášterech založené na příslibu vzájemné věrnosti a striktní monogamii. 
Během reforem Meidži byla homosexualita stále součástí japonské kultury, ale s importem západní kultury se začala stále více a více taubizovat. Obecně vzato lze říct, že s rusko-japonskou válkou skončily intimní vztahy nanshoku. Samotná modernizace Japonska během přelomu 19. a 20. století znamenala otevírání se západnímu světu, který se tehdy ještě stavěl k homosexualitě vesměs negativně. Toto období pak znamenalo mimo jiné i první počátky homofobie v moderním Japonsku.

## Terminologie
LGBT lidé jsou v moderní japonštině označováni jako seitekišósúša (性的少数者, „sexuální menšiny“), dóseiaiša (同性愛者, „stejnopohlavní milenec“), gei (ゲイ, „gay“), homosekušaru (ホモセクシャル, „homosexuál“), rezubian (レズビアン, „lesba“), baisekušuaru (バイセクシュアル, „bisexuál“) a toransudžendá (トランスジェンダー, „transgender“).

## Věk způsobilosti k sexu
Podle celonárodního trestního zákona je věk způsobilosti k pohlavnímu styku stanovený na 13 let. Nicméně mnoho prefektur a obcí má své vlastní zákony a vyhlášky jako například zákon na ochranu mladistvých v Tokiu zakazující plnoletým sex s osobou mladší 17 let. Kromě toho i když je celostátně legální věk způsobilosti k pohlavnímu styku 13 let, tak volit zatím smějí jenom osoby starší 20 let. Věk nabytí svéprávnosti je 20 let a pro vydání řidičského oprávnění 18 let. Podle zákona o prevenci prostituce (1958) je zakázán pohlavní styk za úplatu nebo jakékoliv organizované zpeněžování pohlavního styku mezi mužem a ženou. O stejnopohlavním styku není zmínka, tudíž homosexuální prostituce není v Japonsku oficiálně ilegální.
V tradičních japonských náboženstvích jako je šintoismus, buddhismus nebo i konfucianismus neexistuje žádný přímý zákaz homosexuálního jednání. Sodomie se stala trestnou až r. 1872 během Období Meidži v rámci westernizace a s ní souvisejícím přílivem západní kultury. Toto ustanovení mělo pouze sedmileté trvání, když jej zrušila úprava japonského práva dle vzoru Code civil r. 1880. Od té doby až dodnes nemá Japonsko žádné zákony proti homosexualitě a veškeré sexuální aktivity mezi osobami způsobilými k pohlavnímu styku v soukromí jsou bez ohledu na sexuální orientaci a pohlaví legální.

## Práva translidí
V roce 2008 byl schválen zákon umožňující translidem po absolvování chirurgické změny úřední změnu pohlaví. Dne 24. února 2012 Advokátní asociace Hyogo vydala doporučení přemístit transsexuální ženy v mužských věznicích do ženských. Podle zprávy některé transsexuální ženy umístěné v mužských věznicích měly už ženské oblečení a vzhled, ale úředně byli stále muži, protože ještě neabsolvovali chirurgickou operaci.

## Manželství
Článek 24 Ústavy Japonského císařství stanovuje, že „Manželství je založené na vzájemném souhlasu jedinců obou pohlaví, kteří si jsou v jeho rámci rovni.“
Proto paragraf 731-7387 Občanského zákoníku vymezuje manželství jenom pro různopohlavní páry. Stejnopohlavní páry nemohou uzavírat sňatky a tím čerpat výhody z nich plynoucí. Stejnopohlavní manželství uzavřená v zahraničí nejsou oficiálně uznána a zahraniční stejnopohlavní protějšek nemá žádný nárok na obdržení víza.
V březnu 2009 Japonsko umožnilo svému národu uzavírat stejnopohlavní sňatky v zemích, kde jsou uzákoněny. Ministr spravedlnosti nařídil místním orgánům, aby umožnily stejnopohlavním manželům místních občanů vstup do země.
Shrnuto: Japonsko dosud nelegalizovalo stejnopohlavní manželství, ale oficiálně uznává zahraniční sňatky, což lze považovat za mezikrok k legalizaci homosexuálních manželství.
V únoru 2015 oznámila tokijská čtvrť Šibuja svůj záměr právně uznat soužití párů stejného pohlaví pro aspekty návštěv v nemocnicích a společného pronájmu. Tento zákon by umožnil párům stejného pohlaví nechat si vystavit tzv. „potvrzení o partnerství“, které sice zatím zdejší zákony neznají, ale pomohlo by v případě práva přístupu k partnerovi, jenž je hospitalizován v nemocnici. Iniciativa Šibuji je považovaná za významný krok k posílení partnerských práv gayů a leseb v Japonsku. V červenci 2015 vydalo Tokio prohlášení, že přijímá návrh Šibuji o uznání stejnopohlavních partnerství od listopadu téhož roku.

## Adopce a rodičovství
Homosexuálním párům není v Japonsku umožněná společná adopce dětí. Lesbické a osamělé ženy nemají přístup k asistované reprodukci. In December 2022, a "very broard and comprehensive fertility bill" was introduced in Japan - that explicitly and legally only allows heterosexual married women access to IVF treatment.
V dubnu 2017 přiznala Ósaka homosexuálnímu páru status pěstounů. Jedná se o první případ tohoto typu.
36 japonských obcí a hlavní město Tokyo taktéž zavedly systém tzv. rodinného partnerství (パートナーシップ・ファミリーシップ制度, átonášippu famiríšippu seido). Ten přiznává oficiálně uznaným partnerům jistá rodičovská práva a povinnosti vůči nevlastním dětem (přiosvojení - second-parent adoption) spočívající v možnosti činit za ně lékařská rozhodnutí nebo je vyzvedávat ze školských zařízení, což bylo dříve umožněno pouze biologickým rodičům. Jako první zavedlo tento systém město Akaši, prefektura Hjógo v lednu 2021 následované Tokušimou v únoru 2021 a tokijskou čtvrtí Adači v dubnu 2021.

## Ochrana před diskriminací
Japonský občanský zákoník dosud nezakazuje diskriminaci na základě sexuální orientace nebo genderové identity, a tudíž mají LGBT Japonci omezené možnosti, jak se bránit proti nepříznivému zacházení v zaměstnání, školství, bydlení, zdravotní péči a bankovnictví. Průzkum Dentsu Diversity Lab survey indikoval, že více než 65 % dotázaných LGBT lidí tajilo svou sexuální orientaci nebo genderovou identitu na pracovišti nebo v domácnosti.
Dle japonské ústavy jsou všichni občané nadáni rovnými právy s explicitním zákazem diskriminace na základě jakýchkoli kritérií. Homosexuálové, bisexuálové a translidé se ale i tak často setkávají s fyzickým, sexuálním i psychickým násilím ze strany svých partnerů, přičemž jejich možnosti domoci se zákonné ochrany jsou značně omezené. Páry stejného pohlaví jsou například vyňaty ze zákona o prevenci manželského násilí a ochraně obětí (Act of the Prevention of Spousal Violence and the Protection of Victims, japonsky:配偶者からの暴力の防止及び被害者の保護等に関する法律), a tudíž je nedostatek azylových domů a jiných bezpečných míst pro oběti domácího násilí v homosexuálních párech.
V roce 2013 se čtvrť Yodogawa, město Ósaka, stala první japonskou aglomerací, která přijala rezoluci na podporu LGBT inkluze, včetně zavedení povinných školení pro příslušníky tamních bezpečnostních sborů. Naha followed suit in July 2015.
V říjnu 2018 přijalo tokijské zastupitelstvo vyhlášku zakazující veškerou homofobní a transfobní diskriminaci. V právním dokumentu účinným od 1. dubna 2019 se japonské hlavní město zavázalo zvyšovat povědomí o existenci LGBT lidí a aktivně se podílet na začlenění ochrany lidských práv do tamní komunální politiky. Vyhlášky mimo jiné trestá i nenávistné projevy na veřejnosti. Už předtím platily podobné právní předpisy ve čtvrtích Šibuja a Setagaya.
V prosinci 2018 předložily čtyři japonské politické strany Státoprávní strana Japonska (Constituional Democratic Party of Japan), Demokratická lidová strana (Democratic Party for the People), Komunistická strana Japonska (Japanese Communist Party) a Liberální strana (Liberal Party) spolu s několika nezávislými poslanci předložili návrh zákona o ochraně na podporu eliminace diskriminace jiných sexuálních orientací a genderových identit (Law on the Promotion of the Elimination of Discrimination based on Sexual Orientation and Gender Identity, japonsky: 性的指向又は性自認を理由とする差別の解消等の推進に関する法律案), , jehož cílem je zakázat homofobní diskriminaci, harašment a šikanu ve školství.
V březnu 2019 přijala prefektura Ibaraki vyhlášku zakazující diskriminaci sexuálních menšin.
V minulosti organizace Human Richts Watch, Japonská aliance pro LGBT legislativu a Athlete Ally vyzývaly japonského premiéra Šinza Abeho k podpoře legislativy chránící LGBT lidi před diskriminací na základě sexuální orientace nebo genderové identity. 17. dubna 2020 zaslalo 96 lidskoprávních a LGBT organizacích dopis Abemu s požadavkem přijmout rozsáhlou antidiskrimiační legislativu.
V dubnu 2022 začala v prefektuře Akita platit vyhláška zakazující homofobní a transfobní diskriminaci.

### Diskriminace na pracovišti
Přestože byl zákon o rovných příležitostech v pracovněprávních vztazích (Equal Employment Opportunity Law, japonsky: 男女雇用機会均等法) několikrát revidován ve vztahu k diskriminaci na základě pohlaví, japonská vláda v minulosti několikrát odmítla jeho rozšíření na zákaz homofobní a transfobní diskriminace. Japonské hlavní město Tokio nicméně přijalo vlastní vyhlášku zakazující diskriminaci jiných sexuálních orientací a genderových identit v zaměstnání.
Firmy působící v Japonsku a mající více než deset zaměstnanců jsou povinní přijmout vlastní interní směrnice. V lednu 2018 revidovalo japonské ministerstvo zdravotnictví, práce a péče vzorové interní směrnice (Model Rules of Employment, モデル就業規則),  a doporučilo zaměstnavatelům do nich začlenit i zákaz jiných sexuálních orientací nebo genderových identit.
Článek 15:
| „ | Vyjma situací vyjmenovaných v článku 12 jsou zaměstnancům také zakázány jakékoliv formy šikany na pracovišti, která by jakýmkoliv způsobem narušovala klidný průběh pracovního procesu, včetně projevů a chování odkazujících na sexuální orientaci nebo genderovou identitu ostatních kolegů. | “ |

### Diskriminace v bydlení
V roce 1990 se japonský soud postavil za skupinu OCCUR (Japonská asociace hnutí gay a lesbické mládeže - Japan Association for the Lesbian and Gay Movement) v jejím sporu s tokijským zastupitelstvem, které mladým gayům a lesbám upíralo možnost využívat služeb "Metropolitního domu pro mládež". Ačkoliv se nejedná o precedens ve vztahu k dalším kauzám obdobného typu, japonské soudy se na něj v občanskoprávních sporech často odvolávají.
Od podzimu 2003 japonská vládní agentura zprostředkovávající nájemní bydlení (Urban Renaissance Agency) poskytuje všem párům bez ohledu na pohlaví zcela stejné služby, včetně možnosti pronájmu více než 300 bytových jednotek, kterými disponuje. Ke stejné bytové politice přistoupilo v září 2005 zastupitelstvo Ósaky a začalo poskytovat státní byty i homosexuálním párům.
V únoru 2018 vydal japonský resort zdravotnictví, práce a bydlení nařízení týkající se diskriminace v bytové politice, v němž stojí, že je třeba všemi možnými prostředky zabránit tomu, aby byl kdokoliv diskriminován pro svou sexuální orientaci nebo genderovou identitu.
V říjnu 2020 informoval britský deník The Guardian o případech, kdy byl homosexuálním párům odepřen vstup do hodinových hotelů lásky z důvodu jejich sexuální orientace, ačkoliv se jedná o jasný rozpor s vládní politikou japonského ministerstva zdravotnictví, práce a bydlení.

## Dárcovství krve
Gayové a bisexuální muži smějí v Japonsku darovat krev po šestiměsíční sexuální abstinenci. Ženy a heterosexuální muži musejí tuto podmínku splnit pouze v případě, že mají nového partnera opačného pohlaví.

## Vojenská služba
Během Clintonovy administrativy odpověděly Japonské síly sebeobrany na otázku ohledně gayů a leseb v armádě tak, že odlišná sexuální orientace není překážkou služby v armádě, nenaruší-li svým charakterem vojenskou disciplínu. Japonská armádě se přitom nechala slyšet, že si není vědoma toho, že by jiná sexuální orientace sama o sobě mohla něco takového způsobit.

## Politická podpora

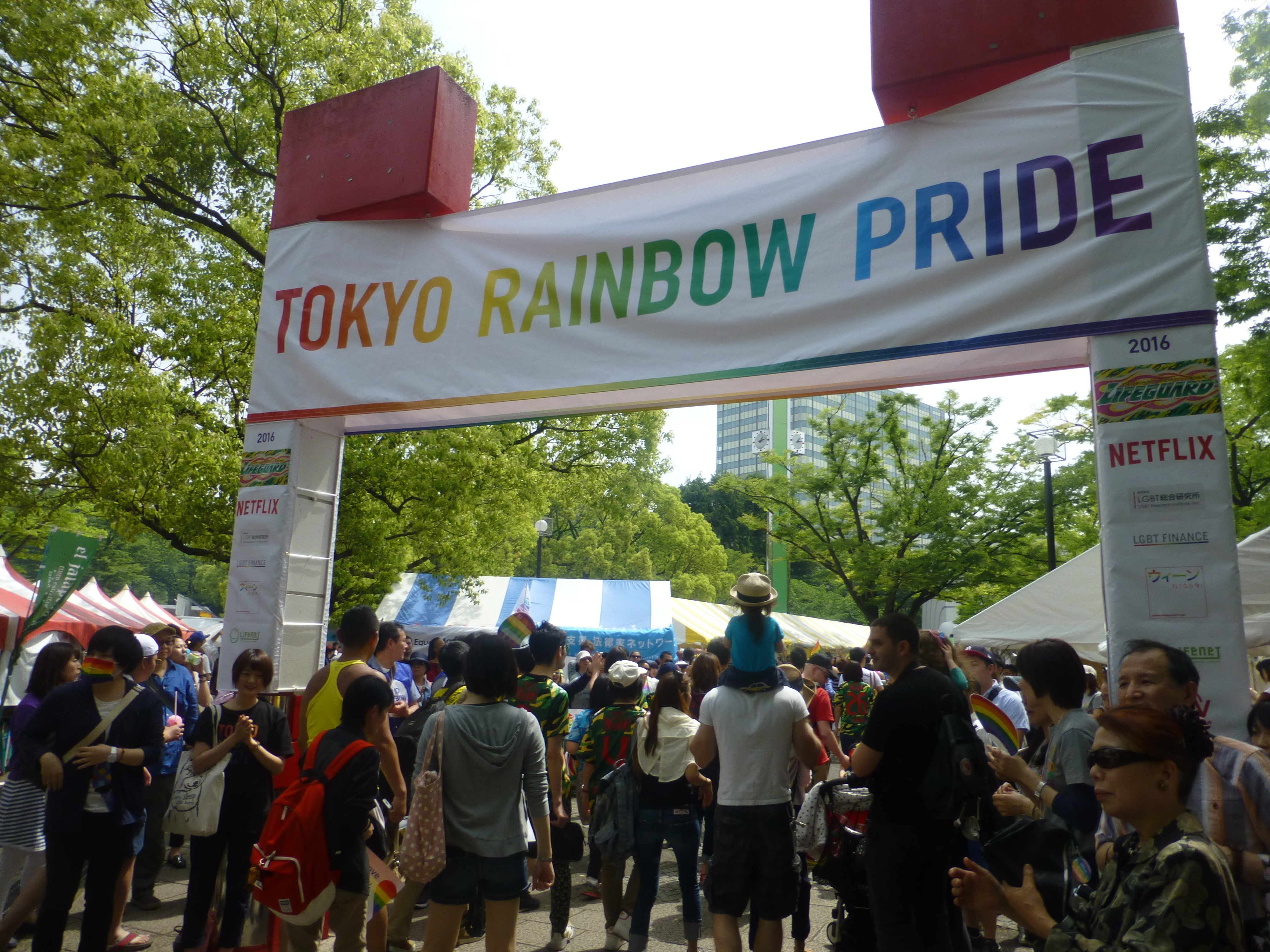
Tokyo Rainbow Pride, 2016

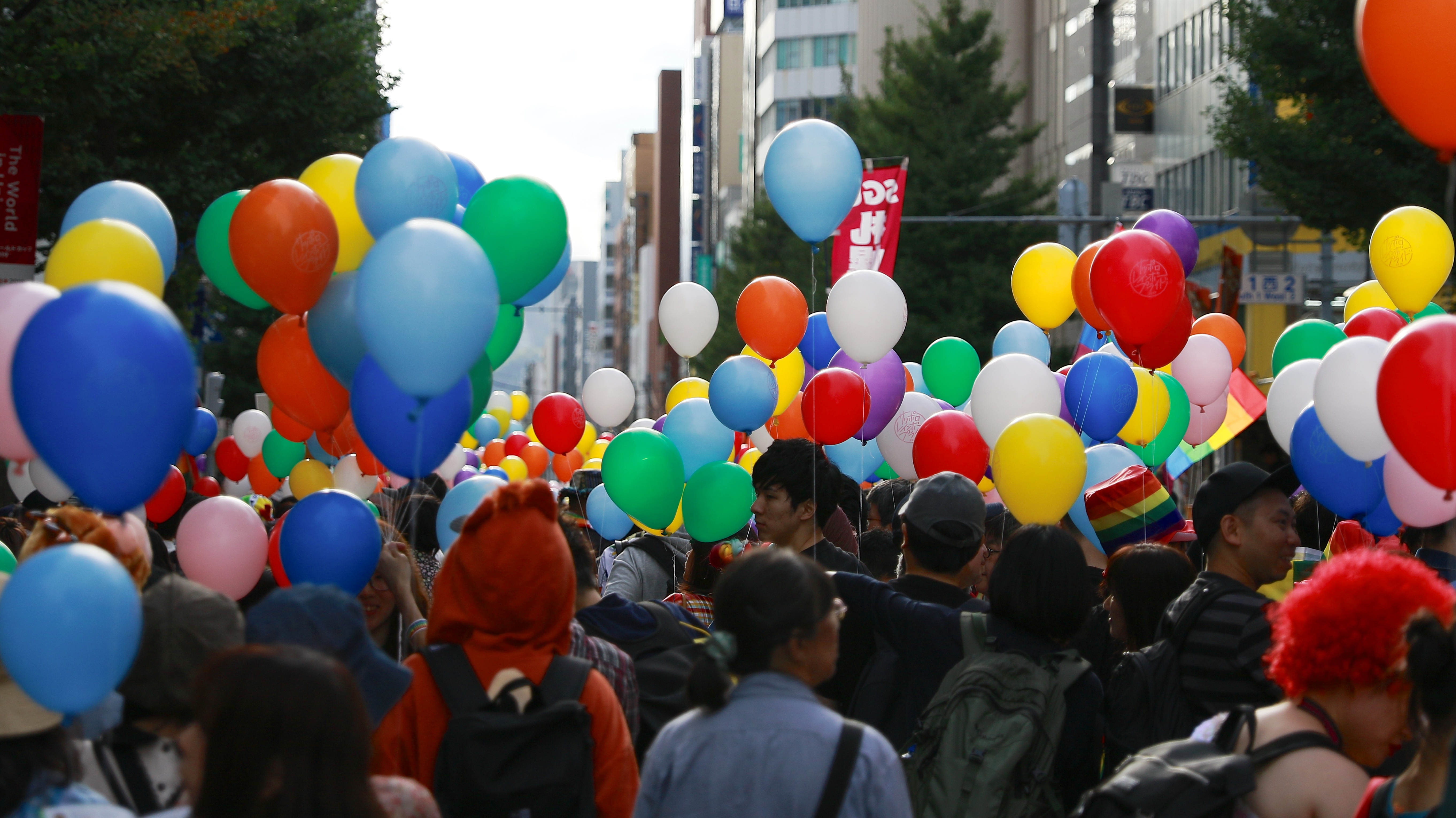
Sapporo Rainbow Pride, září 2019

Většina japonských politických stran má ve svém manifestu buď podporu nebo odmítání LGBT práv. Liberální demokratická strana (LDP) je proti legalizaci homosexuálních manželství, zatímco Státoprávní strana (CDP), Sociálnědemokratická strana a Komunistická strana jsou pro.
V roce 2001 vydala Rada pro podporu lidských práv (Human Rights Promotion) japonského ministerstva spravedlnosti doporučení začlenit sexuální orientaci do občanského zákoníku, ale japonský parlament jí nevyhověl.
V roce 2003 byla Aja Kamikawa, otevřeně transgender politička, zvolená do zastupitelstva tokijské čtvrti Setagaja. Kandidovala jako nezávislá, ale netajila se svojí podporu Strany zeleně a duhy (Rainbow and Greens). Později kandidovala do japonského parlamentu za Demokratickou stranu, ale neuspěla.
V roce 2005 se Kanako Ocudži (v letech 2003–2007 zastupitelka města Ósaka) po svém oficiálním coming outu na tokijském festivalu hrdosti stala první otevřeně lesbickou japonskou političkou. V roce 2013 byla krátce členkou Sněmovny reprezentantů. Po parlamentních volbách 2017 se jí podařilo obhájit mandát členky Sněmovny rádců, díky čemuž se stala první homosexuální političkou vykonávajícím tento úřad.
V roce 2010 se tokijský guvernér Šintaró Išihara stal terčem mezinárodní kritiky kvůli svým kontroverzním komentářům, v nichž se nechal slyšet, že „gayové a lesby jsou „vadní“. Může to být dáno genetickou poruchou. Je mi jich líto, že jsou v menšině,“ řekl Ishihra.
V roce 2011 se Taiga Išikawa po svém úspěchu ve volbách do zastupitelstva Tošimy stal prvním otevřeně homosexuálním Japoncem zvoleným do veřejné funkce. Svůj coming out uskutečnil prostřednictvím své knihy Where Is My Boyfriend (2002) a založením neziskové organizace pořádající společenské akce pro japonské gaye. V parlamentních volbách 2019 obhájil mandát člena Sněmovny rádců za Státoprávní stranu, díky čemuž se stal prvním gay mužem zvoleným do japonského parlamentu. Po svém volebním úspěchu slíbil, že bude bojovat za legalizaci stejnopohlavních manželství a rozsáhlé antidiskriminační legislativy.
V volbách do Sněmovny rádců v roce 2016 se japonská vládní Liberálně demokratická strana nechala ve svém manifestu slyšet, že jsou homosexuální sňatky neústavní. Zároveň je ale vyjádřila podporu sexuální diverzitě, což je oproti její dřívější politice výrazný obrat. Dle japonského zákonodárce Gaku Hašimota se to dalo připisovat blížícím se Letním olympijským hrám v Tokiu a úsilí o vytváření obrazu Japonska coby otevřené a liberální země. V roce 2019 avizovala bývalá japonská ministryně obrany Tomomi Inada, že si nebyla jistá, do jaké míry by dokázala najít kompromis mezi LGBT inkluzivní legislativou a odporem z řad jejích stranických kolegů. Přestože se sama identifikuje jako vstřícná, nikdy by se nepustila do boje za uzákonění manželství párů stejného pohlaví nebo zákazu homofobní a transfobní diskriminace. Někteří japonští vládní politici se v minulosti netajili svými anti-LGBT názory. Například Kacuei Hirasawa ve svém projevu v únoru 2019 řekl, že pokud by byli všichni homosexuální, tak by národ zkolaboval. Jeho stranická kolegyně Mio Sugita se zase nechala slyšet v novinovém článku z roku 2018, že homosexuální páry nejsou perspektivní, protože nemají děti.
V březnu 2017 byl Tomoja Hosoda zvolen do zastupitelstva města Iruma v Saitamě, díky čemuž pravděpodobně získal status prvního otevřeně transgender muže zvoleného do veřejné funkce nejen v Japonsku, ale i ve světě.
Během parlamentních voleb 2017 podpořila tokijská guvernérka Juriko Koike v politickém programu nově vzniklé Strany naděje odstranění veškeré diskriminace LGBT minority.
V lednu 2019 byla transžena Maria Akasaka zvolena zastupitelkou města Kameoka v Kjótu. V dubnu 2019 jiná transžena Ajako Fučigami úspěšně kandidovala do zastupitelstva prefektury Hokkaidó za volební obvod Higaši-ku. Stala se tak první japonskou prefekturální zastupitelkou, která se otevřeně hlásí k transgender identitě..
V červnu 2019 začlenila CDP boj s anti-LGBT diskriminací a za uzákonění stejnopohlavního manželství do svého programu pro nadcházející volby do Sněmovny rádců.
V květnu 2021 se japonská vládní strana LDP stala terčem kritiky za porušování olympijské charty poté, co neúspěšnému přijímání zákona na ochranu práv LGBT komunity předcházely homofobní projevy z řad konzervativních poslanců. Tehdejší jednání o opozičním návrhu příslušného zákona pak přišla vniveč po stanovisku koaličních poslanců, dle nichž práva sexuálních menšin "zašla až příliš daleko". Nejmenovaný poslanec popsal LGBT minoritu jako "morálně neakceptovatelnou", zatímco jiný Kazuo Yana se nechal slyšet, že sexuální menšiny jsou proti přírodě. Neúspěch v boji za LGBT inkluzivní legislativu odsoudily lidskoprávní organizace, dle jejichž názoru si příslušná politická strana vysloužila "zlatou medaili za homofobii".
V červenci 2022 japonští LGBT lidskoprávní aktivisté a příznivci demonstrovali před sídlem koaliční Liberálně demokratické strany poté, co je na jejím vnitrostranickém setkání kolovala brožura označující homosexualitu za duševní poruchu nebo závislost. V textu například stálo, že za příčinou vysoké míry sebevražd nestojí diskriminace ze strany společnosti, a že legitimizace životního stylu sexuálních menšin povede ke zničení rodiny a celé společnosti.
V roce 2023 se japonský premiér Fumio Kišida (Liberálně demokratická strana Japonska) setkal s LGBT skupinami a omluvil za homofobní výroky svého asistenta Masayoshi Arai.

## Souhrnný přehled
| Legální stejnopohlavní styk                                                             | (1882) |
| Stejný věk legální způsobilosti k pohlavnímu styku pro obě orientace (16)               | (1882) |
| Antidiskriminační zákony v zaměstnání                                                   | / (V Tokiu a prefekturách Ibaraki a Akita) |
| Antidiskriminační zákony v přístupu ke zboží a službám                                  | / (V Tokiu a prefektuře Ibaraki) |
| Anti-diskriminační zákony v ostatních oblastech (homofobní urážky, zločiny z nenávisti) | / (V Toku a prefektuře Ibaraki) |
| Stejnopohlavní manželství                                                               | (soud nižší instance označil zákaz za neústavní) |
| Jiná forma stejnopohlavního soužití                                                     | / (Některé jurisdikce vydávají "partnerské certifikáty" garantující určitá práva a povinnosti, zatímco jiné je teprve připravují)                                                                                                  |
| Adopce dítěte partnera                                                                  | (Některé jurisdicke vydávají "partnerské certifikáty" zahrnující mimo jiné i limitovaná práva vůči biologickým dětem druhého z partnerů; v jiných jurisdikcích se symbolické certifikáty stvrzující partnerství teprve připravují) |
| Společná adopce dětí stejnopohlavními páry                                              | No |
| Lesby, gayové a bisexuálové smějí otevřeně sloužit v armádě                             | Yes |
| Možnost změny pohlaví                                                                   | (2004; za přísných podmínek: žadatel musí absolvovat chirurgický zásah, být sterilizován, nesmí žít v manželství a mít děti mladší 20 let)                                                                                         |
| Zákaz konverzní terapie dětí a mladistvých                                              | No |
| Přístup k umělému oplodnění pro lesbické ženy                                           | [ 79 ] |
| Náhradní mateřství pro gay páry                                                         | (Zákaz bez ohledu na sexuální orientaci) |
| MSM smějí darovat krev                                                                  | / (6měsíční zkušební doba) |